# Charles Welche

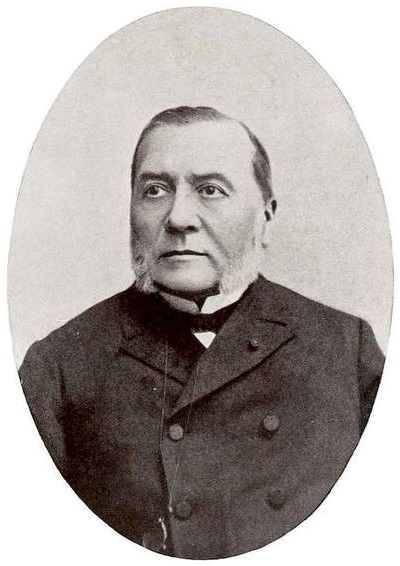
Charles Nicolas Welche

Charles Nicolas Welche (* 23. April 1828 in Nancy; † 9. Mai 1902 in Paris) war ein französischer Politiker während der Dritten Republik.

## Leben
Charles Welche war zunächst als Rechtsanwalt am Berufungsgericht tätig. Von 1869 bis 1872 war er Bürgermeister von Nancy, danach 1872 von der Nationalversammlung gewählter Staatsrat und Präfekt (Lot-et-Garonne 1872 bis 1873, Haute-Garonne von 1873 bis 1874, Loire-Inférieure 1874 bis 1875, Rhône 1875 bis 1877 und Nord 1877). Vom 23. November bis zum 13. Dezember 1877 war er Innenminister in der Regierung Gaétan de Rochebouët, wo er als den Bonapartisten zugehörig galt. Bei den Parlamentswahlen 1889 in Nancy wurde er jedoch von dem Republikaner Jules Duvaux geschlagen.
Welche war auch Mitglied der Société d’économie sociale (Gesellschaft für Sozialökonomie).
Am 14. August 1876 wurde er zum Kommandeur der Ehrenlegion ernannt.